# 笹流ダム
笹流ダム（ささながれダム）は、北海道函館市を流れる二級河川・亀田川水系笹流川に建設されたダムである。
函館市企業局上下水道部が管理する水道専用ダムである。日本に現在6基しか存在しない型式・バットレスダムの一つであり、日本で最初に建設されたバットレスダムでもある。現在でも函館市民の水がめとして稼働しているが、歴史的価値の高いダムであることから土木学会によって土木学会選奨土木遺産に指定されている。

## 概要
1854年の日米和親条約で箱館が開港して以来、函館市は急激に人口が増加。水需要は忽ち逼迫して行った。明治時代以降、従来の地下水・河川からの直接取水に代わる新しい手法として近代水道制度が日本にも導入された。函館市は横浜市に続いて全国で2番目に近代水道技術が導入され、この中で第2次拡張事業として函館市への水道供給増強を図る水源として1921年（大正10年）に着工、1923年（大正12年）12月に完成した。
設計は小野基樹。堤高は25.3mで型式はバットレスダムである。日本で初めて建設されたバットレスダムで、これ以降三滝ダム（北股川・鳥取県）まで8基のダム（内2基は改修によって違う型式になる）が建設された。採用理由は当時実例の多いアースダムや重力式コンクリートダムに比べて建設費が安く、工期が短くて済むからである。
現在「土木学会選奨土木遺産2001」に選定されている。なお、1949年（昭和24年）と1984年（昭和59年）に改修工事が行われ、当時の外観とは異なっている。

## 構造および付帯設備

### 堤体
堤体中央部130.9mはバットレスダム、左岸取り付け部30.91mと右岸取り付け部37.58mは重力式コンクリートダムとしている。中央部は温度変化に対応するように3つのブロックに分割している。

### 取水設備
亀田川本流には河川水を貯水池へ引き入れる目的で笹流貯水池取水堰が設けられている。赤川高区浄水場東側に可動堰が設けられ、左岸の取水口から延長約418mの導水トンネルを経て貯水池まで導く。

## 建設

### 笹流温泉
ダムの上流に笹流温泉（硫黄質の冷泉）があったが、汚水が貯水池に流れ込むことを懸念した函館市水道課が1924年（大正13年）に買収して営業を廃止した。

### 建設専用簡易軌道
建設資材を運搬する目的で高砂町から笹流ダム、赤川高区浄水場、赤川低区浄水場まで専用の簡易軌道12.55kmを敷設し、軽油機関車や馬トロを使用した。

## 笹流貯水池
ダムによって出現した人造湖は笹流貯水池として2005年（平成17年）財団法人ダム水源地環境整備センターの選定でダム湖百選に選ばれている。

### 函館市民の憩いの場
ダム下流は公園として整備されており、函館市民の憩いの場としてピクニックやスポーツの他、バーベキュー設備も整っている。秋は紅葉スポットでもある。
尚、笹流川が注ぐ亀田川上流部には同じく函館市水道局によって中野ダム（重力式コンクリートダム・52.0m）が建設されていたが、北海道の「亀田川総合開発事業」によって補助治水ダムとして改築された。この新中野ダム（重力式コンクリートダム・74.9m）は日本で最大級の嵩上げ工事（21.9m）を行ったダムである。この新中野ダムも周辺にキャンプ場等を備え、夏季における函館市民のレクリエーションスポットとなっている。

## 交通
- JR函館駅・五稜郭方面より
  - 函館バス・105系統「赤川」行き『赤川小学校』下車